# All About Eve
All About Eve byla anglická hudební skupina. Založila ji v roce 1984 v Londýně zpěvačka, baskytaristka a hudební novinářka Julianne Reganová, která předtím působila ve skupině Gene Loves Jezebel. Původně se kapela jmenovala The Swarm, později se přejmenovala podle klasického filmu Vše o Evě. Skupina ve své tvorbě propojovala vlivy gothic rocku a folk rocku, díky písni „Flowers in Our Hair“, která v roce 1987 vedla britskou nezávislou hitparádu, byla také označována za pokračovatele hnutí hippies. V roce 1988 vydali All About Eve stejnojmennou debutovou desku, která se umístila na sedmé příčce UK Albums Chart. V roce 1990 odešel kytarista Tim Bricheno k The Sisters of Mercy a nahradil ho Marty Willson-Piper, styl skupiny se pak posunul směrem k dream popu. Po vydání čtvrtého alba se skupina rozpadla; Reganová se zaměřila na triphopový projekt Jules et Jim a baskytarista Andy Cousin nahradil Craiga Adamse v The Mission. V roce 1999 se původní členové znovu dali dohromady, odehráli řadu koncertů a vydali EP Iceland, avšak v roce 2004 definitivně ukončili činnost. Reganová pak spolupracovala se skupinou The Eden House.

## Diskografie
- All About Eve (1988)
- Scarlet and Other Stories (1989)
- Touched by Jesus (1991)
- Ultraviolet (1992)